# Сироїд Оксана Іванівна
Оксана Іванівна Сироїд (нар. 2 травня 1976, с. Городище, Сокальський район, Львівщина) — українська політикиня, народна депутатка VIII скликання (партія Самопоміч), Заступник Голови ВРУ, перша жінка на цій посаді. У минулому — директор Української правничої фундації, експертка «Реанімаційного пакету реформ».

## Освіта
1983—1993 — навчалась в Червоноградській школі I—III ст. № 7, закінчила з золотою медаллю.
1993—1997 — навчалась в Києво-Могилянській академії, (бакалавр політології).
1998-2000 — навчалася в Центрі правничих студій КНУ ім. Шевченка (магістр права).
Вересень 2002 — листопад 2003 — навчалася в Оттавському університеті в Канаді (магістр права).

## Трудова діяльність
З липня 1994 року до лютого 1996 року була помічником голови Української республіканської партії.
У березні — грудні 1996 року — помічник-консультант народного депутата України Ігоря Юхновського.
З січня 1997 року до лютого 1998 року — провідний спеціаліст апарату Міжвідомчої аналітично-консультативної ради з питань розвитку продуктивних сил і виробничих відносин при Кабінеті Міністрів України.
З червня 1998 року до вересня 1999 року — експерт з питань соціальної реформи Проєкту Програми розвитку Організації Об'єднаних Націй «Підтримка економічних, соціальних та адміністративної реформи в Україні» при Секретаріаті Міжвідомчої ради з впровадження Програми економічних реформ в Україні.
З листопада 1999 року до вересня 2000 року — координатор компоненту «Впровадження результатів функціонального обстеження в Міністерстві праці та соціальної політики в Україні» проєкту Міністерства міжнародного розвитку Великої Британії «Підтримка структурних реформ в Україні».
З жовтня 2000 року до липня 2001 року — радник з юридичних питань проєкту Програми розвитку Організації Об'єднаних Націй «Підтримка економічних, соціальних та адміністративної реформи в Україні».
З серпня 2001 року до травня 2002 року — керівник апарату та секретар Міжвідомчої аналітично-консультативної ради з питань розвитку продуктивних сил і виробничих відносин при Кабінеті Міністрів України.
З листопада 2002 року до квітня 2003 року — міжнародний інтерн юридичної фірми «Gowling Lafleur Henderson LLP» в Оттаві, Канада.
З вересня 2003 року — приватний підприємець.
З червня 2004 року до серпня 2012 року — національний менеджер проєктів Координатора проєктів в Україні Організації з безпеки і співробітництва в Європі. Опікувалася проєктами у ділянці адміністративного права, адміністративної юстиції, юридичної освіти та освіти з прав людини.
З вересня 2012 року — директор Всеукраїнського благодійного фонду «Українська правнича фундація».
Народний депутат України VIII скликання. Заступник Голови ВРУ.
- Співголова міжпарламентської комісії зі співробітництва ВРУ та Національних Зборів Білорусі.
- Співголова Парламентської асамблеї України і Польщі.
- Заступник Голови Виконавчого комітету Національної парламентської групи в Міжпарламентському Союзі.
- Член групи з міжпарламентських зв'язків з США, Британією, Таїландом.

19 жовтня 2019-го обрана керівником партії Самопоміч, замінивши на посаді Андрія Садового.

## Громадсько-політична діяльність
- Член Комісії зі зміцнення демократії та утвердження верховенства права при Президентові України.
- Співавтор низки законопроєктів, які отримали позитивні висновки Комісії Ради Європи «За демократію через право» (Венеційської комісії), зокрема проєкту закону про внесення змін до Закону України «Про судоустрій і статус суддів» (окремі положення останнього, щоправда, були розкритиковані професійною спільнотою[3][4][5]).
- Член експертної групи Тимчасової спеціальної комісії Верховної Ради України з підготовки проєкту закону про розвиток і застосування мов в Україні.
- Засновниця благодійної організації «Кирило-Мефодіївська фундація».
- Експерт Реанімаційного пакету реформ у ділянці реформи судової влади, конституційної та адміністративної реформ.

Четвертий номер у списку партії «Самопоміч» на виборах до ВРУ 2014.
Кандидат у народні депутати від «Самопомочі» на парламентських виборах 2019 року, № 5 у списку.